# Léon II (roi d'Arménie)
Pour les articles homonymes, voir Léon II et Léon d'Arménie.
Léon II ou Levon II (en arménien Լեւոն Ա), dit « le Grand », né vers 1150 et mort en 1219, est un prince des Montagnes roupénide ayant régné de 1187 à 1199, avant d'être sacré roi d'Arménie en 1199. Il est un fils de Stéphane d'Arménie, prince roupénide, et de Rita de Barberon, et le frère et successeur de Roupen III d'Arménie. Ses grands-pères étaient Léon Ier d'Arménie, prince des Montagnes, et Smbat, seigneur héthoumide de Barbaron.

## Biographie
Stéphane d'Arménie, le père de Roupen III d'Arménie et de Léon, est assassiné, et Mleh, leur oncle, prend le pouvoir en 1170 en s'alliant à l'émir Nur ad-Din et en combattant les croisés, au grand scandale des Arméniens. Les deux frères jugent plus prudent de se réfugier chez leur oncle maternel Paguran, seigneur de Barbaron. En 1175, les soldats de Mleh tuent ce dernier, et appellent Roupen pour qu'il se mette sur le trône. Léon l'accompagne et le seconde dans ses entreprises. Lorsque le prince Bohémond III d'Antioche capture Roupen par ruse en 1185, Léon mène une armée à Antioche pour le faire libérer.
En 1187, Roupen se retire dans un monastère, laissant le pouvoir à son frère, et meurt peu après. Léon lui succède alors sous le nom de Léon II. Une des actions de ce début de règne est de faire confirmer l'indépendance de la principauté acquise par Mleh et par Roupen III en demandant l'intronisation royale au pape Célestin III et à l'empereur Henri VI du Saint-Empire. Celle-ci est accordée au bout de douze ans de règne et Léon II est sacré roi le 6 janvier 1199 ou 1198 à Tarse par Conrad Ier de Wittelsbach.
Comme son frère, Léon renforce les liens avec les États croisés et épouse successivement deux princesses latines. Cette alliance est aussi précieuse pour lui que pour les croisés, qui viennent de perdre Jérusalem. Mais l'antagonisme subsiste vis-à-vis de la principauté d'Antioche en raison de litiges frontaliers. En 1194, il fait prisonnier Bohémond III et manque de se faire livrer la ville d'Antioche, mais le prince héritier Raymond IV et le patriarche Aymeri de Limoges, soutenus par les populations latines et grecques, refusent de livrer la ville et repoussent une attaque arménienne. La paix est signée, et Raymond IV épouse une nièce de Léon.
Raymond meurt en 1199 et Bohémond en 1201. La succession se dispute entre Raymond-Roupen, fils de Raymond IV, et son oncle Bohémond IV, fils de Bohémond III. Léon soutient Raymond-Roupen, son petit-neveu. Après une première tentative en 1208, ce dernier peut monter sur le trône d'Antioche en 1216, mais il ne peut se maintenir et est détrôné et emprisonné en 1218. Cela ne l'empêche pas de lutter contre les Turcs seldjoukides, et de leur enlever des places fortes en Lycaonie en 1211, qu'il doit cependant leur céder en 1216.

## Mariages et enfants
Il a épousé le 3 février 1188 en premières noces une Isabelle, dont on ne connaît pas grand-chose, mis à part qu'elle était nièce de Sibylle, la troisième femme du prince Bohémond III d'Antioche. Les époux se séparent en 1206, mais une fille était née entretemps :
- Rita aussi appelée Stéphanie d'Arménie (après 1195, morte en 1220), mariée en avril 1214 à Jean de Brienne (mort en 1237).

En secondes noces, il épouse le 28 janvier 1210 Sibylle (1199, morte après 1225), fille d'Aimery II, roi de Chypre, et d'Isabelle Ire, reine de Jérusalem. De ce mariage naît :
- Isabelle (1216-1252), reine d'Arménie, mariée en 1221 à Philippe d'Antioche (mort en 1225), puis en 1226 à Héthoum Ier de Barbaron (1215-1270).